# Julija Drašković
Julija Drašković (Požun, 11. rujna 1847. – Požun, 11. svibnja 1904.) bila je hrvatska slikarica. 
Rođena je u Požunu 11. rujna 1847. kao kći grofa Dragutina Erdődyja. Udaje se za Ivana IX. Draškovića 1871. Slikala je u ulju, temperi i akvarelu.